# 奧布謝
47°45′49″N 35°51′26″E / 47.76361°N 35.85722°E
奧布謝（烏克蘭語：Обще）是位於烏克蘭東南部的村莊，由扎波羅熱州波洛希區的普雷奧布拉任卡市鎮負責管轄。該村始建於1920年，面積1.2平方公里，海拔高度134米，2001年人口273，人口密度每平方公里227.5人。